# СКА-Нефтяник
«СКА-Нефтя́ник» — клуб по хоккею с мячом из Хабаровска. Выступает в Суперлиге чемпионата России. Пятикратный чемпион России (2016/17, 2017/18, 2018/19, 2019/20, 2022/23), многократный призёр чемпионатов СССР и России, обладатель Кубка СССР, семикратный обладатель Кубка России, шестикратный обладатель Суперкубка России.
Клубные цвета — чёрно-красные.
Директор клуба — Егорьков, Антон Николаевич (с января 2023 года).

## История
Клуб основан в 1947 году по прямому распоряжению маршала СССР Р. Я. Малиновского. В разные годы носил названия ДОСА, ОДО, СКВО, СКА. С 1999 года — «СКА-Нефтяник». В высшей лиге чемпионатов страны без перерыва выступает с 1954 года. Лучший результат — первое место (2016/17, 2017/18, 2018/19, 2019/20), худший — тринадцатое (1990/91, 1994/95).
В 1990-е годы СКА испытывал серьёзные финансовые трудности, в результате чего многие игроки переходили в другие клубы, что отрицательно сказывалось на выступлениях команды. После окончания сезона 1997/98 путёвку в высшую лигу выиграл другой хабаровский клуб, «Нефтяник», имевший финансовую поддержку со стороны Хабаровского нефтеперерабатывающего завода. Руководство «Нефтяника» предложило ведущим игрокам СКА перейти в клуб, что грозило армейскому клубу полным расформированием. В ситуацию вмешалась городская администрация, усилиями которой был достигнут компромисс, приведший к слиянию клубов в «СКА-Нефтяник».

## Достижения

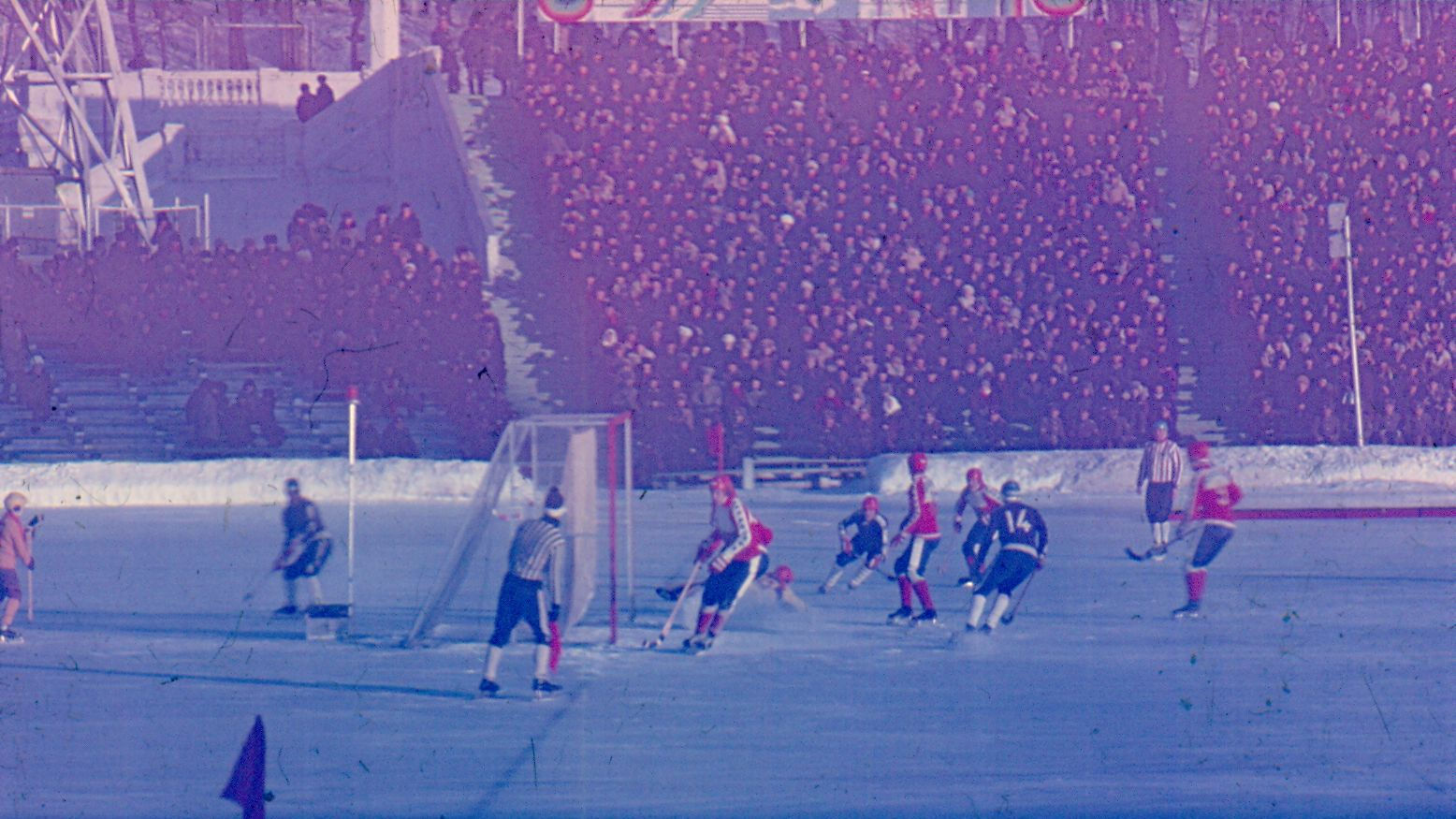
СКА (Хабаровск) — «Енисей» (Красноярск), 1982 г.

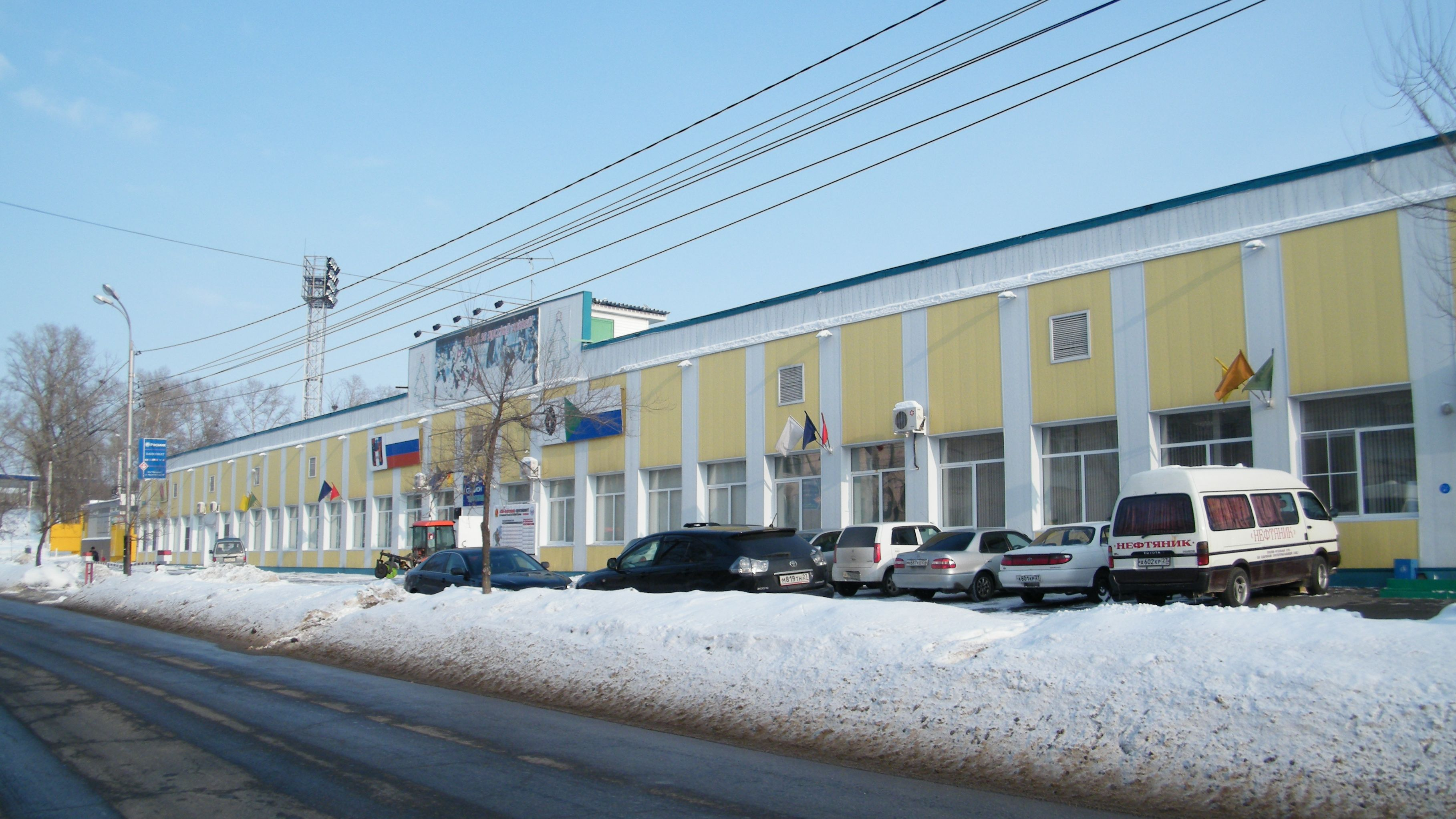
Стадион «Нефтяник», Хабаровск

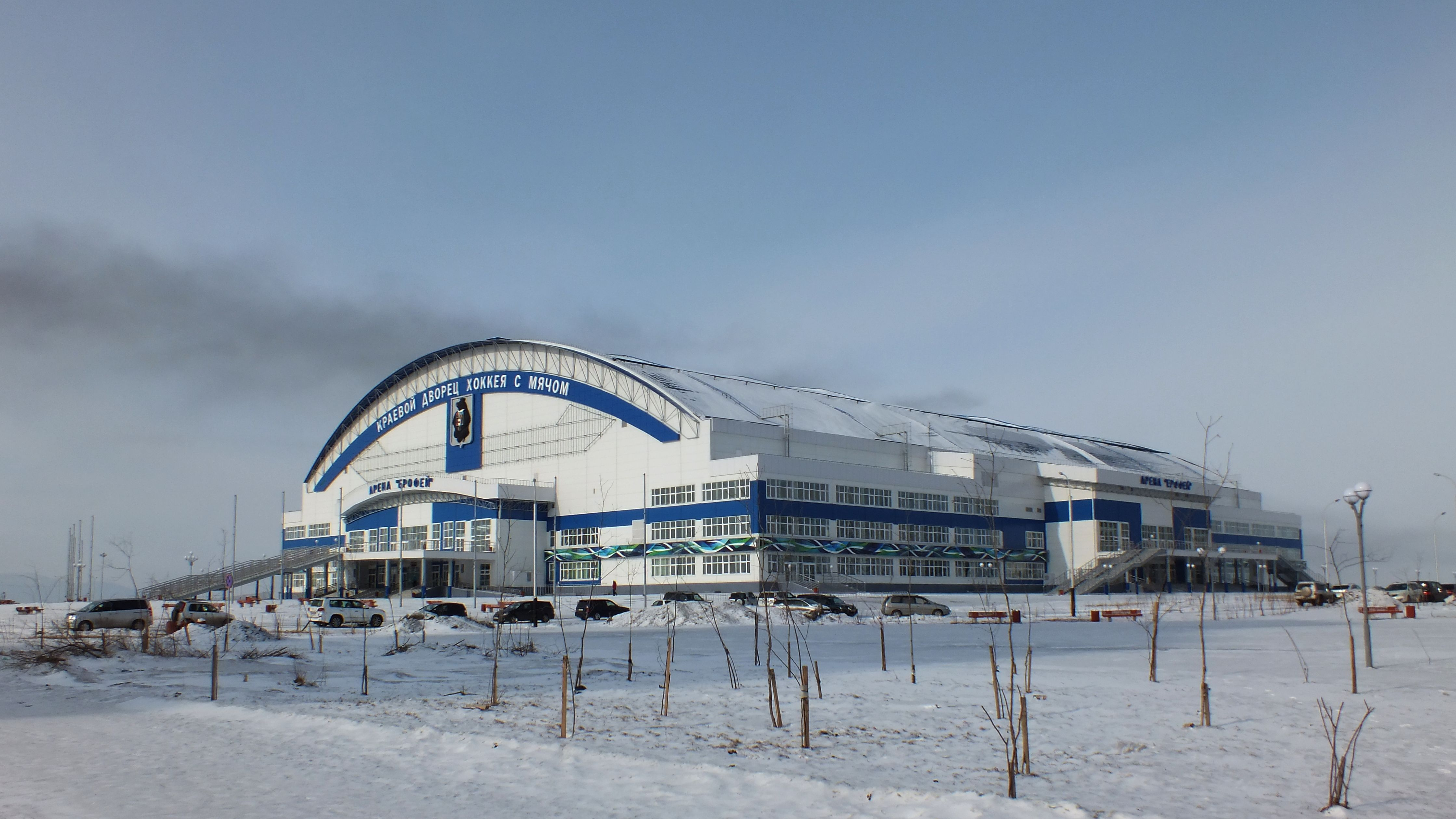
Краевой дворец хоккея с мячом Арена «Ерофей»

### Национальные соревнования
Чемпионат СССР / России:
- Чемпион (5 раз): 2016/17, 2017/18, 2018/19, 2019/20, 2022/23

Россия — 5 раз
- Серебряный призёр (5 раз): 1963/64, 1969/70, 1981/82, 1985/86, 1988/89

СССР — 5 раз
- Бронзовый призёр (14 раз): 1955, 1964/65, 1967/68, 1968/69, 1971/72, 1978/79, 1980/81, 1983/84, 1984/85, 1987/88; 2004/05, 2015/16, 2020/21, 2024/25

СССР — 10, Россия — 4
Кубок СССР / Кубок России
- Обладатель (8 раз): 1987/88; 2001/02, 2003/04, 2014, 2016, 2017, 2018, 2022.

СССР — 1, Россия — 7
- Финалист (4 раза): 1954; 2002/03, 2015, 2020

СССР — 1, Россия — 3
Суперкубок России
- Обладатель (6 раз): 2015, 2017 (весна), 2019, 2020, 2021, 2022.
- Финалист (1 раз): 2017 (осень)

Чемпионат РСФСР
- Серебряный призёр (1 раз): 1952

### Другие турниры
- Обладатель Кубка Федерации хоккея с мячом СССР (1 раз): 1989
- Финалист Кубка чемпионов (1 раз): 2005
- Финалист Кубка мира (1 раз): 2019

## Рекордсмены клуба
- Больше всего матчей (669) и сезонов (29) за команду в чемпионатах страны провёл Александр Волков[2].
- Лучший бомбардир команды в чемпионатах страны — Валерий Чухлов (381)[3].
- Рекордсмен команды по количеству мячей забитых в одном чемпионате — Артём Бондаренко (76 — сезон 2016/17)[4].
- Рекорд забитых мячей за игру в чемпионатах СССР/России — Иван Максимов (12 — «СКА-Нефтяник» — «СКА-Забайкалец» (20:3), 29.01.2006)[5][6].

## Текущий состав
| №             | Игрок              | Страна                        | Дата рождения              | В ком. с: |
| Вратари       | Вратари            | Вратари                       | Вратари                    | Вратари   |
| ------------- | ------------------ | ----------------------------- | -------------------------- | --------- |
| 40            | Шишкин Лев         | Флаг России                   | 09 сентября 1998 (26 лет)  | 2021      |
| 87            | Лапин Григорий     | Флаг России                   | 12 августа 1987 (37 лет)   | 2023      |
| Защитники     |                    |                               |                            |           |
| 6             | Ивкин Валерий      | Флаг России                   | 06 октября 1997 (26 лет)   | 2023      |
| 16            | Яковлев Григорий   | Флаг России                   | 14 апреля 2001 (23 года)   | 2024      |
| 22            | Рязанов Максим     | Флаг России · Флаг Казахстана | 22 июня 1989 (35 лет)      | 2020      |
| 66            | Мяаття Томми       | Флаг Финляндии                | 17 апреля 1996 (28 лет)    | 2023      |
| Полузащитники |                    |                               |                            |           |
| 47            | Швецов Михаил      | Флаг России                   | 20 ноября 2003 (20 лет)    | 2023      |
| 15            | Джусоев Алан       | Флаг России                   | 07 апреля 1992 (32 года)   | 2022      |
| 91            | Егорычев Александр | Флаг России                   | 8 сентября 1991 (33 года)  | 2024      |
| 21            | Шардаков Юрий (К)  | Флаг России                   | 14 марта 1990 (34 года)    | 2015      |
| 27            | Сидоров Дмитрий    | Флаг России                   | 27 июня 1991 (33 года)     | 2022      |
| 71            | Василенко Максим   | Флаг России                   | 13 сентября 1992 (32 года) | 2022      |
| 77            | Аникин Дмитрий     | Флаг России                   | 27 сентября 2000 (24 года) | 2021      |
| 97            | Чупин Семён        | Флаг России                   | 11 декабря 1997 (26 лет)   | 2022      |
| 99            | Мяаття Туомас      | Флаг Финляндии                | 17 апреля 1996 (28 лет)    | 2020      |
| 23            | Антон Колповский   | Флаг России                   | 13 мая 2003 (21 год)       | 2024      |
| Нападающие    |                    |                               |                            |           |
| 11            | Каланчин Владимир  | Флаг России                   | 17 февраля 1997 (27 лет)   | 2021      |
| 92            | Кузнецов Владислав | Флаг России                   | 02 июля 1996 (28 лет)      | 2023      |
| 95            | Девятых Кирилл     | Флаг России                   | 04 декабря 2001 (22 года)  | 2023      |